# Marcia Gudereit
Marcia Gudereit, z domu Schiml (ur. 8 września 1965 w Moose Jaw) – kanadyjska curlerka, złota medalistka olimpijska z Nagano 1998, trzykrotna mistrzyni świata.
W 1990 dołączyła jako otwierająca do drużyny Sandry Schmirler. Już w pierwszym sezonie wspólnej gry ekipa wygrała mistrzostwa prowincji, w Scott Tournament of Hearts 1991 zawodniczki z Saskatchewan uplasowały się na 4. miejscu.
Po raz kolejny na mistrzostwach Kanady Gudereit wystąpiła w 1993. Wówczas po fazie grupowej ekipa Schmirler bezpośrednio znalazła się w finale, w którym triumfowała wynikiem 7:6 nad Manitobą (Maureen Bonar). W Round Robin Mistrzostw Świata 1993 Kanadyjki zajęły 3., w dziewięciu meczach doniosły dwie porażki (ze Szwedkami i Niemkami). W fazie finałowej spotkały się właśnie z tymi dwoma zespołami. W półfinale Kanada pokonała 10:7 Szwedki (Elisabet Johansson), w ostatnim spotkaniu triumfowały 5:3 nad Niemkami (Janet Strayer).
Jako Team Canada ekipa z Reginy obroniła tytuły mistrzowskie podczas Scott Tournament of Hearts 1994. Zawodniczki do finału zakwalifikowały się z tylko jednym przegranym meczem rundy grupowej. W finale zawodów zwyciężyły 5:3 nad reprezentacją Manitoby (Connie Laliberte). Zespół Marcii w półfinale Mistrzostw Świata 1994 wygrał 10:6 z Niemkami (Josefine Einsle). Mecz finałowy przeciwko Szkocji (Christine Cannon) zakończył się wynikiem 5:3 dla Kanadyjek. Był to pierwszy przypadek, gdy w mistrzostwach świata kobiet złote medale zdołała obronić drużyna w dokładnie tym samym składzie. Na Mistrzostwach Kraju 1995 Gudereit ponownie grała w Team Canada. Curlerki dotarły do rundy finałowej, uplasowały się na najniższym stopniu podium przegrywając górny mecz Page play-off i półfinał przeciwko Manitobie (Connie Laliberte) i Albercie (Cathy Borst).
W 1996 zespołowi z Caledonian Curling Club nie udało się wygrać rywalizacji rangi prowincjonalnej, zawodniczki dokonały tego jednak rok później. Dotarły do fazy finałowej Scott Tournament of Hearts 1997, gdzie dwukrotnie zwyciężając nad zespołem Alison Goring z Onatrio zdobyły tytuły mistrzowskie. Trzeci występ na mistrzostwach świata dla Kanadyjek zakończył się kolejnym sukcesem. Drużyna Sandry Schmirler pokonała w półfinale 5:2 Dunki (Helena Blach Lavrsen) i uplasowała się na pierwszym miejscu zwyciężając w finale 8:4 Norweżki (Dordi Nordby).
Curling debiutował na zimowych igrzyskach olimpijskich w 1998. Marcia Gudereit wraz z koleżankami wygrała krajowe eliminacje w finale zwyciężając z drużyną Shannon Kleibrink i reprezentowała Kanadę na zawodach w Nagano. Kanadyjki z 6 wygranymi meczami i jedną porażką były najlepsze w rundzie grupowej. Zakwalifikowały się do finału pokonując w spotkaniu półfinałowym 6:5 Brytyjki (Kirsty Hay). Sięgnęły po tytuły mistrzyń olimpijskich triumfując w decydującym meczu nad Dunkami (Helena Blach Lavrsen) 7:5. Po sukcesie olimpijskim drużyna Schmirler uplasowała się na 3. miejscu Mistrzostw Kanady 1998. W 1999 nie wystąpiła w zawodach przerywając finał mistrzostw Saskatchewan przeciwko Cindy Street.
Po śmierci Sandry Schmirler w 2000 drużyna czasowo zawiesiła działalność. Marcia Gudereit kontynuowała karierę przy boku Jan Betker, z którą wystąpiła na arenie krajowej jeszcze dwukrotnie, w 2003 i 2007. Podczas Scott Tournament of Hearts 2003 reprezentacja Saskatchewan zakwalifikowała się do fazy finałowej. Przegrywając mecz Page play-off przeciwko Cathy Cunningham z Nowej Fundlandii i Labradoru uplasowała się tuż za podium. W kolejnych zawodach drużyna zajęła 2. miejsce Round Robin i pokonała 8:5 w wyższym meczu Page play-off Team Canada dowodzony przez Kelly Scott. W finale zmierzyły się te same zespoły a mecz również zakończył się tym samym wynikiem, jednak na niekorzyść ekipy Gudereit.
Zespół Jan Betker zakwalifikował się do turnieju finałowego kanadyjskich kwalifikacji olimpijskich do Turynu 2006. Z czterema wygranymi i pięcioma przegranymi meczami został sklasyfikowany na 7. miejscu.
W związku z licznymi sukcesami Marcia Gudereit została włączona do kilku hal sławy:
- Canadian Curling Hall of Fame w 1999[14]
- Canada Sports Hall of Fame w 2000[15]
- Saskatchewan Sports Hall of Fame w 2001[16]
- Saskatchewan Curling Association Hall of Fame w 2004[17]
- Regina Sports Hall of Fame w 2004[18]

Dodatkowo w 1998 wraz z koleżankami z zespołu olimpijskiego otrzymała tytuł doctora honoris causa na Uniwersytecie Regina. Tytułom dla najlepszych zawodniczek prowincjonalnych mistrzostw juniorek nadano nazwiska zawodniczek, najlepsza otwierająca turnieju otrzymuje tytuł Marcia Gudereit All-Star Lead.

## Drużyna
|                     | Czwarta          | Trzecia       | Druga           | Otwierająca     |
| ------------------- | ---------------- | ------------- | --------------- | --------------- |
| 2011/2012           | Jan Betker       | Joan McCusker | Lindsay Sparkes | Marcia Gudereit |
| 2008/2009           | Jan Betker       | Sherry Linton | Allison Slupski | Marcia Gudereit |
| 2007/2008           | Jolene McIvor    | Sherry Linton | Allison Slupski | Marcia Gudereit |
| 2006/2007           | Jan Betker       | Lana Vey      | Nancy Inglis    | Marcia Gudereit |
| 2005/2006 2002/2003 | Jan Betker       | Sherry Linton | Joan McCusker   | Marcia Gudereit |
| 2000/2001           | Jan Betker       | Joan McCusker | Kathy Haugen    | Marcia Gudereit |
| 1991/2000           | Sandra Schmirler | Jan Betker    | Joan McCusker   | Marcia Gudereit |

Drużyny mikstowe
|           | Czwarty/-a     | Trzeci/-a  | Drugi/-a       | Otwierający/-a  |
| --------- | -------------- | ---------- | -------------- | --------------- |
| 1999/2000 | Randy Gilewich | Jan Betker | Kerry Gudereit | Marcia Gudereit |

## Życie prywatne
Pracuje jako starszy analityk systemowy w Co-operators General Insurance Company. Mieszka w Reginie, ma męża Kerry’ego, który również gra w curling. Jest matką dwóch synów: Colina i Jareda. Jest również honorowym ambasadorem Sandra Schmirler Foundation.